# Hemirrhagus perezmilesi
Hemirrhagus perezmilesi là một loài nhện trong họ Theraphosidae.
Loài này thuộc chi Hemirrhagus. Hemirrhagus perezmilesi được miêu tả năm 2010 bởi García-Villafuerte en Locht.